# В'єла (річка)
В'є́ла (інші назви— Ви́ля, Вила, Віо́ла)— річка в Україні, в межах Ужгородського району Закарпатської області. Права притока Старої (басейн Дунаю).

## Опис
Довжина 27км., площа басейну 96км². Долина у верхів'ї V-подібна, завширшки від 20 до 200м., у середній течії— трапецієподібна (завширшки до 1000м.), у пониззі зливається з долиною Старої. Річище звивисте, завширшки від 0,5 до 30м. Похил річки 23м./км.

## Розташування
Витоки розташовані на захід від гори Маковиці (978м.). Річка тече переважно з півночі на південь між південно-західними відногами хребта Маковиці (частина Вулканічного хребта), нижче смт Середнього виходить на Закарпатську низовину. Впадає у Стару на західній околиці села Дубрівки.
Над річкою розташовані населені пункти: Анталовці, Худльово, Ляхівці, Чертіж, Середнє, Дубрівка.

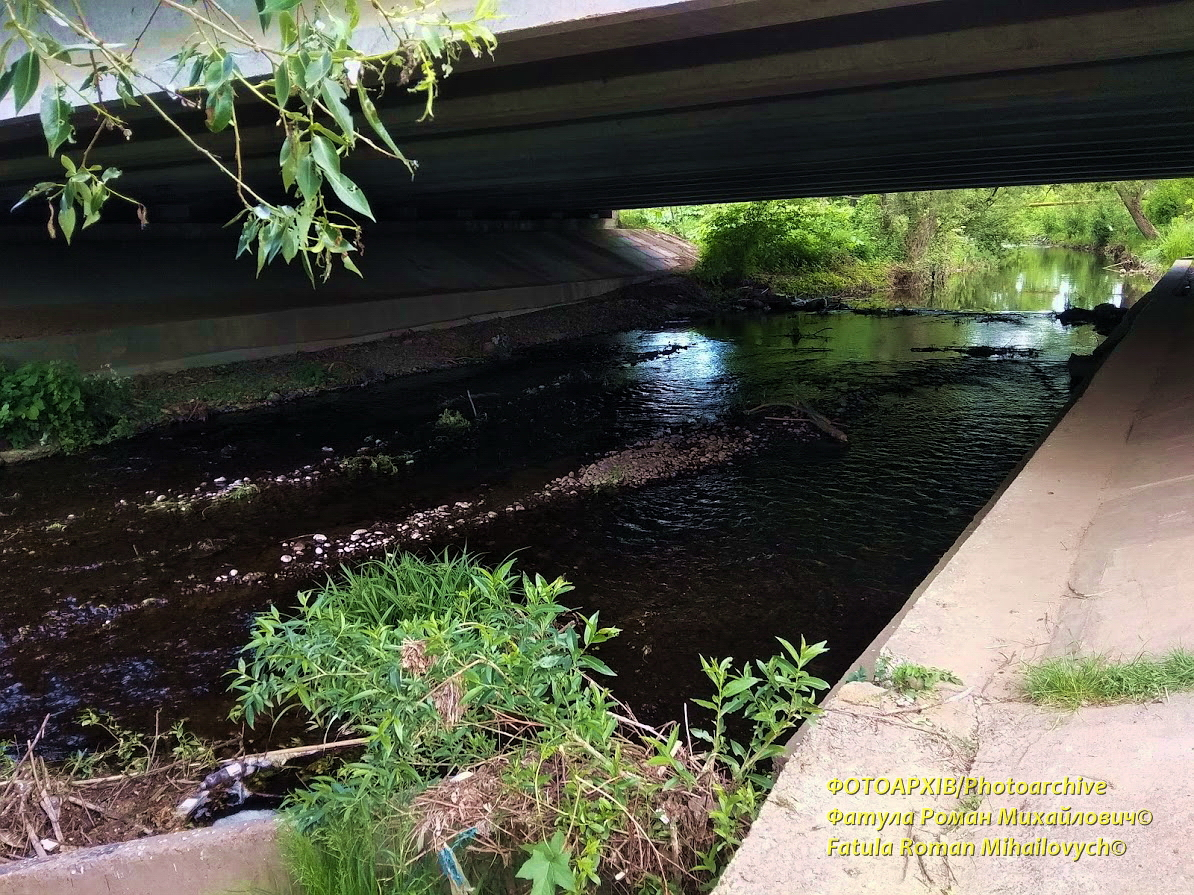
місце (міст), де річка Веля протікає під міжнародною трасою М06E50 (фото 2020 р.)